# L'artefice
L'artefice è una raccolta di racconti brevi e poesie pubblicata dallo scrittore argentino Jorge Luis Borges nel 1960.

## Struttura
L'artefice raccoglie 24 brani in prosa e 29 poesie composte da Borges tra il 1934 e il 1950. La prima parte del volume è dedicata ai racconti brevi, tra cui L'artefice, Parabola del palazzo (testo su cui l'autore è successivamente tornato, modificandolo e ampliandolo, nella raccolta Il libro di sabbia), Borges e io, Dialogo di morti, mentre nella seconda sono raccolte le poesie.
I racconti di questa raccolta sono caratterizzarti da assoluta brevità (il racconto più lungo non va oltre le 3 pagine) e dalla narrazione di fatti e impressioni personali, cosa non frequente nei racconti dello scrittore argentino.

## Tematiche
Sia nei racconti che nelle poesie ricorrono molte dei temi cari a Borges, come:
- Gli specchi
- Il doppio
- Le tigri
- La rosa
- Il sogno
- Gli scacchi
- Il viaggio
- I miti nordici
- Il suicidio
- Dio e le Sacre Scritture

## Edizioni italiane
- Jorge Luis Borges, L'artefice, traduzione di Francesco Tentori Montalto, collana "La scala", Rizzoli, 1963,  p. 211.
- Jorge Luis Borges, L'artefice, a cura di Tommaso Scarano, collana "Biblioteca Adelphi" n. 382, Adelphi, 1999,  p. 218, ISBN 88-459-1507-7.